# Mull Hill
Mull Hill lub Meayll Hill (manx Cronk Meayll) – wzgórze znajdujące się w południowo-zachodniej części Wyspy Man, w pobliżu wsi Cregneash.
U szczytu wzgórza znajduje się kompleks grobowy pochodzący z przełomu neolitu i epoki brązu. Składa się on z 6 grobów korytarzowych rozlokowanych na obwodzie okręgu o średnicy ok. 18 m, po trzy z prawej i po trzy z lewej strony, z przerwami/wejściami od strony północno-zachodniej i południowo-wschodniej. T-kształtne groby usytuowane są wejściami na zewnątrz kręgu. Całość pierwotnie przykryta była pierwotnie nieistniejącym już dzisiaj nasypem kamiennym.
Badania archeologiczne na stanowisku przeprowadzono w latach 1863, 1893, 1911 i 1971. W ich trakcie odkryto w komorach grobowych pochówki ciałopalne, a także ostrza kamienne, paciorki i kamyki morskie.